# Publio Sulpicio Saverrión (cónsul 304 a. C.)
Publio Sulpicio Saverrión (en latín Publius Sulpicius Saverrio) cónsul en el año 304 a. C., con P. Sempronio Sophus.

## Carrera política
Según los Fastos Triunfales, Saverrión triunfó en este año sobre los samnitas, pero esto parece ser un error, ya que Tito Livio cuenta que, aunque se mantuvo Saverrión en Samnio con un pequeño ejército, se suspendieron todas las hostilidades, mientras se llevaban a cabo las negociaciones para la paz, las cuales concluyeron hacia el final del año. 
Tito Livio dice que la antigua alianza con los samnitas fue restaurada, pero Niebuhr señala que este es un error, y dirige la atención a la narración de Dionisio, donde relata que, en el tratado que se hizo, los samnitas reconocieron la supremacía de Roma. 
En 299 a. C. Saverrión fue censor con Sempronio Sophus, su antiguo colega en el consulado. En su censura dos nuevas tribus se formaron, la Aniensis y Teretina.